# ペルースポート
ペルースポート（欧字名:Peru Sport、1972年3月26日 - 不明）は、日本の競走馬、繁殖牝馬。競走馬としては下級条件で引退したが、繁殖牝馬として多くの活躍馬を出す牝系の祖となった。

## 経歴
1974年にデビューし、1976年に引退した。通算成績は19戦3勝で、主な勝ち鞍は1975年の600万下・ながつき賞。
競走馬引退後は社台ファーム早来牧場で繁殖入りし、初年度から連続でノーザンテーストが配合された。1985年に2番仔のシャダイチャッターが小倉記念を勝利し、自身の果たせなかった重賞初制覇を達成した。シャダイチャッターの全妹アンデスレディーは競走馬としては1勝を挙げるにとどまったが、繁殖牝入り後に3頭の重賞勝ち馬を生み、同じく繁殖入りしたシャダイチャッターとともに牝系の拡大に貢献した。2015年にはシャダイチャッターの玄孫に当たるラブリーデイが一族初のGI制覇となる宝塚記念を優勝。2022年にはアンデスレディーの曾孫のジオグリフが皐月賞を制し、一族初のクラシック勝利を達成した。
ペルースポートは最終的に9頭の産駒を残し、1992年6月12日に用途変更となった。

## 繁殖成績
|       | 生年   | 馬名               | 性 | 毛色 | 父               | 馬主                   | 管理調教師       | 戦績                             | 出典   |
| ----- | ------ | ------------------ | -- | ---- | ---------------- | ---------------------- | ---------------- | -------------------------------- | ------ |
| 初仔  | 1977年 | シャダイスピーチ   | 牝 | 栗毛 | ノーザンテースト | 吉田善哉               | 栗東・武田文吾   | 33戦5勝（繁殖）                  | [ 4 ]  |
| 2番仔 | 1980年 | シャダイチャッター | 牝 | 栗毛 | ノーザンテースト | 吉田善哉               | 栗東・布施正     | 23戦6勝（繁殖） 小倉記念（GIII） | [ 5 ]  |
| 3番仔 | 1982年 | アクティブダイナ   | 牡 | 栗毛 | ノーザンテースト | （有）社台レースホース | 美浦・二本柳俊夫 | 49戦9勝                          | [ 6 ]  |
| 4番仔 | 1983年 | ダイナリポーター   | 牝 | 栗毛 | ノーザンテースト | （有）社台レースホース | 美浦・栗田博憲   | 5戦0勝（繁殖）                   | [ 7 ]  |
| 5番仔 | 1986年 | アンデスレディー   | 牝 | 栗毛 | ノーザンテースト | （有）社台レースホース | 栗東・布施正     | 8戦1勝 （繁殖）                  | [ 8 ]  |
| 6番仔 | 1988年 | クスコー           | 牡 | 鹿毛 | パドスール       | （有）社台レースホース | 美浦・栗田博憲   | 1戦0勝                           | [ 9 ]  |
| 7番仔 | 1989年 | アルゲリッチ       | 牝 | 栗毛 | スリルショー     | （有）社台レースホース | 栗東・布施正     | 2戦1勝（繁殖）                   | [ 10 ] |
| 8番仔 | 1990年 | エンジョイスリル   | 牡 | 鹿毛 | スリルショー     | 吉田勝己               | 栗東・布施正     | 不出走                           | [ 11 ] |
| 9番仔 | 1992年 | ウイズワンルック   | 牝 | 鹿毛 | スリルショー     | （有）社台レースホース | 栗東・宮本悳     | 3戦0勝                           | [ 12 ] |

## 主要なファミリーライン
「f」は「filly（牝馬）」、「c」は「colt（牡馬）」の略。太字はGI級競走優勝馬。
- ペルースポート 1972 f
  - シヤダイスピーチ 1977 f
    - スピークリーズン 1986 c（函館記念、京成杯）

  - シャダイチャッター 1980 f（小倉記念）
    - チャッターボックス 1987 f
      - ドリームチャッター 2002 f（ビューチフルドリーマーカップ、ひまわり賞 (岩手競馬)、華月賞）
      - プレミアムボックス 2003 c（京阪杯、CBC賞、オーシャンステークス）

    - スケアヘッドライン 1988 f
      - スクエアアウェイ 1998 f
        - アリゼオ 2007 c（毎日王冠、スプリングステークス）

      - ワンモアチャッター 2000 c（朝日チャレンジカップ）
      - スマートギア 2005 c（中日新聞杯）

    - ディスクジョッキー 1990 f
      - グレイスルーマー 1994 f
        - ポップコーンジャズ 2000 f
          - ラブリーデイ 2010 c（天皇賞（秋）、宝塚記念など重賞6勝）
          - ボッケリーニ 2016 c（目黒記念、中日新聞杯、鳴尾記念）

        - セイングレンド 2001 f
          - ホーリーレジェンド 2015 f
            - ホーリーグレイル 2022 f（ニューイヤーカップ）

    - キョウエイカナ 1993 f
      - ティーサー 2003 f（園田プリンセスカップ）

  - アンデスレディー 1986 f
    - オーバーザウォール 1994 f（福島記念）
    - フォルクローレ 1999 f
      - アルバート 2011 f（ステイヤーズステークス3回、ダイヤモンドステークス）

    - サンバレンティン 2001 c（七夕賞、福島記念）
    - インティライミ 2002 c（京都大賞典、京都新聞杯、朝日チャレンジカップ）
    - ナスカ 2003 f
      - レイナカスターニャ 2008 f
        - アンデスクイーン 2014 f（エンプレス杯、レディスプレリュード、ブリーダーズゴールドカップ）
          - アンデスビエント 2021 f（関東オークス）

      - アロマティコ 2009 f
        - ジオグリフ 2019 c（皐月賞、札幌2歳ステークス）

- 出典：牝系検索α

## 血統表
| ペルースポートの血統        | ペルースポートの血統                | ペルースポートの血統           | （血統表の出典）               | （血統表の出典） |
| 父系                        | ハーミット系（タッチストン系）      | ハーミット系（タッチストン系） | ハーミット系（タッチストン系） |                  |
| 父 *ガーサント 鹿毛 1949    | 父の父Bubbles 栗毛 1925             | La Farina                      | Sans Souci                     | Sans Souci       |
| 父 *ガーサント 鹿毛 1949    | 父の父Bubbles 栗毛 1925             | La Farina                      | Malatesta                      |                  |
| 父 *ガーサント 鹿毛 1949    | 父の父Bubbles 栗毛 1925             | Spring Cleaning                | Neil Gow                       | Neil Gow         |
| 父 *ガーサント 鹿毛 1949    | 父の父Bubbles 栗毛 1925             | Spring Cleaning                | Spring Night                   |                  |
| 父 *ガーサント 鹿毛 1949    | 父の母Montagnana 鹿毛 1937          | Brantome                       | Blandford                      | Blandford        |
| 父 *ガーサント 鹿毛 1949    | 父の母Montagnana 鹿毛 1937          | Brantome                       | Vitamine                       |                  |
| 父 *ガーサント 鹿毛 1949    | 父の母Montagnana 鹿毛 1937          | Mauretania                     | Tetratema                      | Tetratema        |
| 父 *ガーサント 鹿毛 1949    | 父の母Montagnana 鹿毛 1937          | Mauretania                     | Lady Maureen                   |                  |
| 母 グレートターフ 栗毛 1966 | 母の父Red God 栗毛 1954             | Nasrullah                      | Nearco                         | Nearco           |
| 母 グレートターフ 栗毛 1966 | 母の父Red God 栗毛 1954             | Nasrullah                      | Mumtaz Begum                   |                  |
| 母 グレートターフ 栗毛 1966 | 母の父Red God 栗毛 1954             | Spring Run                     | Menow                          | Menow            |
| 母 グレートターフ 栗毛 1966 | 母の父Red God 栗毛 1954             | Spring Run                     | Boola Brook                    |                  |
| 母 グレートターフ 栗毛 1966 | 母の母*レデイチヤツター 栃栗毛 1959 | Narrator                       | Nearco                         | Nearco           |
| 母 グレートターフ 栗毛 1966 | 母の母*レデイチヤツター 栃栗毛 1959 | Narrator                       | Phase                          |                  |
| 母 グレートターフ 栗毛 1966 | 母の母*レデイチヤツター 栃栗毛 1959 | La Joliette                    | Alycidon                       | Alycidon         |
| 母 グレートターフ 栗毛 1966 | 母の母*レデイチヤツター 栃栗毛 1959 | La Joliette                    | Justina                        |                  |
| 母系(F-No.)                 | レデイチヤツター(GB)系(FN:19)       | レデイチヤツター(GB)系(FN:19)  | レデイチヤツター(GB)系(FN:19)  | [ § 2 ]          |
| 5代内の近親交配             | Nearco 4×4                          | Nearco 4×4                     | Nearco 4×4                     | [ § 3 ]          |
| 出典                        | 1. 2. 3.                            | 1. 2. 3.                       | 1. 2. 3.                       | 1. 2. 3.         |